# Есенјурт
Есенјурт (тур. Esenyurt) се налази у вилајету Истанбул у Турској. Есенјурт је округ истанбулског вилајета и такође део градског подручја града Истанбула.

## Становништво
Према процени, у Есенјурту је 2009. живело 410.718 становника.
| 1990.  | 2000.   |
| ------ | ------- |
| 70.280 | 148.981 |